# تولویتس، اتریش
تولویتس (به آلمانی: Tulwitz) یک منطقهٔ مسکونی در اتریش است که در گراتس اومگبونگ واقع شده‌است. تولویتس ۱۱٫۵۶ کیلومتر مربع مساحت دارد ۶۵۰ متر بالاتر از سطح دریا واقع شده‌است.